# Landelijk kampioenschap amateurvoetbal 1999/00
In het landelijk amateurkampioenschap voetbal van 1999/00 maakten de zes Hoofdklassekampioenen uit wie zich de beste amateurclub van het land mag noemen. De kampioenen van de Zaterdag Hoofdklasse A, B en C spelen in een competitie van 4 speelronden, net als de kampioenen van de Zondag Hoofdklasse A, B en C. Vervolgens werd de finale over twee wedstrijden gespeeld tussen de zaterdag- en zondagkampioen. Katwijk won van Achilles 1894 en werd landskampioen van het amateurvoetbal.

## Kampioenschap Zaterdag

### Teams
| Klasse | Club       |
| ------ | ---------- |
| A      | VV Katwijk |
| B      | Spakenburg |
| C      | SV Urk     |

### Eindstand
| # | Club       | Ges | W | G | V | Pnt | DV | DT | DS |
| - | ---------- | --- | - | - | - | --- | -- | -- | -- |
| 1 | Katwijk    | 4   | 3 | 0 | 1 | 9   | 9  | 7  | +2 |
| 2 | Urk        | 4   | 2 | 0 | 2 | 6   | 8  | 8  | 0  |
| 3 | Spakenburg | 4   | 1 | 0 | 3 | 3   | 5  | 7  | −2 |

## Kampioenschap Zondag

### Teams
| Klasse | Club          |
| ------ | ------------- |
| A      | Hollandia     |
| B      | UDI '19       |
| C      | Achilles 1894 |

### Eindstand
| # | Club          | Ges | W | G | V | Pnt | DV | DT | DS |
| - | ------------- | --- | - | - | - | --- | -- | -- | -- |
| 1 | Achilles 1894 | 4   | 2 | 2 | 0 | 8   | 5  | 3  | +2 |
| 2 | UDI '19       | 4   | 1 | 3 | 0 | 6   | 5  | 4  | +1 |
| 3 | Hollandia     | 4   | 0 | 1 | 3 | 1   | 1  | 4  | −3 |

## Algeheel kampioenschap
| 10 juni 2000 |     |               |
| Katwijk      | 2-1 | Achilles 1894 |

| 17 juni 2000  |     |         |
| Achilles 1894 | 2-3 | Katwijk |

|                  |
| Kampioen Katwijk |

1983/84 · 1984/85 · 1985/86 · 1986/87 · 1987/88 · 1988/89 · 1989/90 · 1990/91 · 1991/92 · 1992/93 · 1993/94 · 1994/95 · 1995/96 · 1996/97 · 1997/98 · 1998/99 · 1999/00 · 2000/01 · 2001/02 · 2002/03 · 2003/04 · 2004/05 · 2005/06 · 2006/07 · 2007/08 · 2008/09 · 2009/10 · 2010/11 · 2011/12 · 2012/13 · 2013/14 · 2014/15 · 2015/16